# Sumbat II. od Klardžetije
Sumbat II. (gruz. სუმბატ II; umro 988.), iz dinastije Bagrationi, bio je gruzijski knez Tao-Klardžetije i vladar Klardžetije od 943. godine do svoje smrti.
Sumbat je bio jedini sin Davida I., kojega je naslijedio kao knez Klardžetije. O njegovom se životu malo zna. Gruzijski hagiograf iz 10. stoljeća, Giorgi Merčule, kao i dodatak u rukopisu Evanđelja iz samostana Parhali nazivaju ga eristavt-eristavi ("vojvoda od vojvoda") i eristavi ("vojvoda"). Prema navodima Konatantina Porfirogeneta u njegovom djelu O upravljanju carstvom, Sumbat je bio oženjen njegovom rođakinjom, kćerkom Bagrata I., s kojom je imao dva sina:
- David II.
- Bagrat